# Scotch Ale
Scotch Ale ist eine aus Schottland stammende Starkbiersorte, die ihren Ursprung im britischen Strong Pale Ale hat.
Im 19. Jahrhundert wurde erstmals ein in Edinburgh gebrautes Strong Pale Ale als Scotch Ale benannt. Es unterschied sich nicht wesentlich von anderen britischen Strong Pale Ales und wurde lediglich aufgrund seiner konkreten Herkunft Scotch Ale genannt.
Dagegen ist „Scottish Ale“ kein Synonym für Scotch Ale, sondern bezeichnet in der Regel nur die Herkunft eines Bieres. Scottish Ales können daher auch „normale“ Pale Ales oder Brown Ales sein.

## Herstellung und Verbreitung
Bei der Herstellung von Scotch Ales wird die Bierwürze relativ lange gekocht, damit viel Zucker im Sud gelöst wird. Dies führt zu einer dunklen Färbung des Bieres von Kupfer bis braun und zu einem hohen Alkoholgehalt. Das Bier wird relativ süß, vollmundig und kann Geschmacksnoten von Karamell und geröstetem Malz aufweisen.
Scotch Ales stammen auch heute nahezu vollständig aus Großbritannien. Einige deutsche Craftbrauer übernehmen den Stil jedoch für eigene Biere. Scotch Ales werden in der Regel sehr gering gehopft.